# 貝雷茲尼基 (庫皮揚斯克區)
50°15′58″N 37°35′15″E / 50.26611°N 37.58750°E
貝雷茲尼基（烏克蘭語：Березники）是位於烏克蘭東部的村莊，由哈爾科夫州庫皮揚斯克區的維利胡瓦特卡市鎮負責管轄。該村始建於1746年，面積0.96平方公里，海拔高度212米，2001年人口66，人口密度每平方公里69.1人。